# Юнный (посёлок)
Юнный (бел. Юны) — посёлок в Оторском сельсовете Чечерского района Гомельской области Белоруссии.

## География
В 3 км на запад от Чечерска, 40 км от железнодорожной станции Буда-Кошелёвская (на линии Гомель — Жлобин), 68 км от Гомеля.
На востоке мелиоративный канал, соединённый с текущей рядом рекой Чечора.

## История
Основан в начале 1920-х годов переселенцами из соседних деревень на бывших помещичьих землях. В 1926 году 2 двора, 7 жителей, в Саприковском сельсовете Чечерского района Гомельского округа. В 1931 году организован колхоз. 7 жителей погибли на фронтах Великой Отечественной войны. Согласно переписи 1959 года 63 жителя в составе колхоза «Стяг коммунизма» (центр деревня Отор)

## Население
- 1925 год — дворов, жителей.
- 1940 год — дворов, жителей.
- 1959 год — житель (согласно переписи).
- 2004 год — 6 хозяйств, 7 жителей.

## Транспортная сеть
Транспортные связи по местной, затем по автодорогам, которые отходят от Чечерска. Застройка деревянная, усадебного типа, вдоль просёлочной дороги.